# Attilio Di Giovanni
Attilio Di Giovanni (Roma, 3 maggio 1972) è un compositore e musicista italiano.
Compositore di musiche per la radio, il teatro, la televisione e il cinema. Collabora con Radio 2 nelle trasmissioni Il Ruggito del Coniglio di e con Marco Presta e Antonello Dose, 610 Sei Uno Zero di e con Lillo & Greg, Max Paiella tutto compreso. Ha suonato con gli Swing Maniacs di Renzo Arbore, nei Blues Willies, band con Greg e Max Paiella. Collabora con Lillo & Greg, Renzo Arbore, Max Paiella, Marco Presta ed Antonello Dose.

## Radio
Collabora con Radio 2 da molti anni, partecipando alle trasmissioni Il ruggito del coniglio, 610 Sei Uno Zero, Max Paiella Show, Max Paiella tutto compreso, Black Out,  Circo Massimo Campionato, Circo Massimo Europei, Melomani per caso e altre.
Nella trasmissione Il ruggito del coniglio accompagna musicalmente i pittoreschi personaggi ospiti del programma:
- è il maestro Cent'anni di solitudine, nonché Amario-ooh Rodriguez, fidi musicisti di Vinicius du Marones, da Porto Alegre, cantautore che racconta situazioni malinconiche e oggetti vintage pressoché dimenticati e ormai in disuso, ispiratori di un grande senso di tristeza;
- è Kambusa One, suonatore di koto complice di Coricidin, il più grande cantautore cinese, specializzato in scopiazzamenti di canzoni italiane, regolarmente spacciate per melodie ...del terzo secolo a.C. ;
- è Gheorghios Korkàsis, il re del bouzouki, musicista di Demetrios Parakulis, cantautore greco di "alto" spessore morale.

Altre interpretazioni (sempre in collaborazione con Max Paiella) comprendono quelle dei Fratelli Cannone, riparatori davvero sui generis; dei vivaisti Davio e Davino; di Mago Rolan', accompagnatore di Fata Paiella, fattucchiera che tutto sistema grazie ai suoi incantesimi in rime baciate; dei "Fratelli Gustoso", Primo e Secondo gustoso, lo Chef e il Cuoco.
Inoltre è l'autore delle musiche del programma, tra le quali: Love Love Love (cantata dal Maestro Francesco Giannelli, del Teatro dell'Opera di Roma), Le Canzoni dei Giorni della settimana.
Nella trasmissione 610 Sei Uno Zero, è l'autore, insieme a Greg, delle musiche del programma e accompagna al pianoforte i vari personaggi musicali interpretati da Greg, Lillo, Virginia Raffaele, Paola Minaccioni, Federica Cifola, Simone Colombari.

## Filmografia

### Colonne sonore
- Lillo e Greg - The movie!, regia di Luca Rea (2007)
- Colpi di fulmine, regia di Neri Parenti (2012)
- Colpi di fortuna, regia di Neri Parenti (2013)
- Un Natale stupefacente, regia di Volfango De Biasi (2014)
- Natale col boss, regia di Volfango De Biasi (2015)
- Natale a Londra - Dio salvi la regina, regia di Volfango De Biasi (2016)
- Darc, regia di Julius R. Nasso (2018)

## Programmi televisivi
Scrive musiche per varie trasmissioni televisive e vi partecipa anche nel ruolo di arrangiatore e pianista: 
- Jannacci e Dintorni di e con Simone Colombari e Max Paiella, regia di Lorenzo Gioielli, RaiPlay
- Be Happy, programma di Marco Presta e Paola Minaccioni (Rai 3)
- LoBagge di Andrea Muzzi – miniserie TV
- Quelli dello Swing, programma di Renzo Arbore (Rai 2)
- 610 dieci anni, programma di Lillo & Greg  (Rai 3)
- Serata per voi, programma di Lillo & Greg (Rai 2)
- Stracult, programma di Marco Giusti  (Rai 2)
- Meno siamo meglio stiamo, programma di Renzo Arbore (Rai 1)
- Suonare Stella, programma di Lillo & Greg (Rai 2)
- Parla con me, programma di Serena Dandini (Rai 3)
- Bla Bla Bla, programma di Lillo & Greg (Rai 2)
- Son felice sol così quando canto notte e dì, programma di Renzo Arbore (Rai 2)
- Gli sgommati (Sky)
- NormalMan di Lillo & Greg (Sky)
- Mmmhh!, programma di Serena Dandini, Lillo & Greg e Neri Marcorè (Rai 2)
- Maurizio Costanzo Show (Canale 5)
- Telethon (Rai 1)
- Abbasso il Frolloccone, programma di Marco Giusti (Rai 2)
- B.R.A. Braccia Rubate all'Agricoltura, programma di Serena Dandini (Rai 3)
- Donna sotto le stelle (Rai 1)
- Vite straordinarie (Rete 4)
- Sanremo Scioc,  programma di Marco Giusti (Rai 2)
- Cocktail d'amore,  programma di Marco Giusti (Rai 2)
- Notte mediterranea (Rai 1)
- Il Quizzone (Italia 1)
- Assolo, con Riccardo Rossi (LA7)
- Casa Laurito, programma di Marisa Laurito (Sky)

## Teatro
Compone le musiche originali insieme a Greg degli spettacoli teatrali:
- Movie Erculeo di e con Lillo & Greg, Vania Della Bidia, Carlotta Proietti e Marco Fiorini, Teatro Olimpico (2025)
- Jannacci e Dintorni di e con Simone Colombari e Max Paiella, regia di Lorenzo Gioielli, Teatro Sala Umberto di Roma (2024)
- Gagmen di e con Lillo & Greg, Vania Della Bidia e Marco Fiorini, Teatro Olimpico tour 2018 (2018-2023)
- Tutto Esaurito di e con Max Paiella, Teatro Vittoria di Roma
- The Best Of  di e con Lillo & Greg e Vania Della Bidia, Teatro Olimpico (2017)
- L'uomo che non capiva troppo - Reloaded, con Lillo & Greg, Teatro Olimpico di Vicenza
- Zombie di Marco Presta e Fabio Toncelli, con Marco Presta e Max Paiella, Teatro Olimpico di Vicenza
- Il mistero dell'assassino misterioso di e con Lillo & Greg e Vania Della Bidia, Dora Romano, Danilo De Santis, Teatro Sistina di Roma
- Best Of  di e con Lillo & Greg e Vania Della Bidia, Teatro Ambra Jovinelli di Roma
- Solo Per Voi di e con Max Paiella, Teatro Vittoria
- Marchette in Trincea di e con Lillo & Greg e con Dora Romano, Marco Fiorini, Monica Volpe, Teatro Brancaccio di Roma
- Ce ne faremo una ragione, regia di Greg, con Lallo Circosta e Vania Della Bidia
- La fantastica avventura di Mr. Starr di Lillo & Greg, Teatro Olimpico
- Sono d'accordo su tutto di Max Paiella, con la band The Rabbits, Teatro Sala Umberto di Roma
- Anche se sei stonato di Marco Presta, con Max Paiella, Teatro Olimpico di Vicenza
- Chi erano i Jolly Rockers? di Lillo & Greg, con la band dei Jolly Rockers, Teatro Olimpico di Vicenza – musical
- Occhio a quei 2 di Lillo & Greg, con Vania Della Bidia e Danilo De Santis, Teatro Ambra Jovinelli di Roma
- Indagine di un musicista al di sopra di ogni sospetto, con Max Paiella e con la band The Rabbits, Teatro Vittoria di Roma
- La Baita degli Spettri di Lillo & Greg, Teatro Ambra Jovinelli di Roma
- L'uomo che non capiva troppo di Lillo & Greg, Teatro Olimpico di Vicenza
- Sketch & Soda di Lillo & Greg, con Vania Della Bidia
- AgGregazioni di Claudio Gregori, Teatro Ambra Jovinelli di Roma
- Crooner di Max Paiella
- Intrappolati nella Commedia di Lillo & Greg, Teatro Sala Umberto di Roma
- Paiellate di Max Paiella
- Rockandrology, con The Blues Willies, Teatro Parioli di Roma
- Far West Story di Lillo & Greg, con Virginia Raffaele, Teatro Brancaccio
- Work in Regress di Lillo & Greg
- The Blues Brothers - Il plagio di Lillo & Greg, con la band dei The Blues Willies e Virginia Raffaele, Teatro Ambra Jovinelli – musical

## Musica
È il pianista degli Swing Maniacs di Renzo Arbore, con il quale incide quattro album, Vintage! Ma non li dimostra, Io faccio 'o Show, My American Way! e Per amore, disco dedicato a Lelio Luttazzi e prodotto da Roberto Podio.
Fa parte anche dei The Blues Willies, con i quali pubblica due dischi Greg & The Blues Willies e Suonare Stella, colonna sonora dell'omonimo programma televisivo, ed è arrangiatore dei Jolly Rockers, con Claudio Gregori e Max Paiella. Altri dischi a cui ha partecipato sono: Serenate coniglie, Castelli romani, Ruggito del coniglio Compilation.
È il pianista della band Latte & i Suoi Derivati di Lillo & Greg.
È il pianista e arrangiatore del disco The Music of my Heart di Ilaria Della Bidia, con la quale partecipa anche a numerosi concerti in giro per il mondo.

## Web Series
- Pupazzo Criminale di Lillo & Greg